# Pispala (zone de planification)
Pispala est une zone de planification située à 3 km du centre-ville de Tampere en Finlande. 
Pispala comprend les zones statistiques: Hyhky, Ylä-Pispala, Tahmela, Ala-Pispala et Santalahti.